# آبی ایرانی
آبی ایرانی رنگی در معماری ایرانی است.
آبی ایرانی شامل سه تن رنگی اصلی می‌باشد: آبی ایرانی (آبی روشن متوسط)؛ آبی ایرانی ملایم (متوسط کمی مایل به خاکستری آبی که کمی مایل به نیلی سیر); و یک نوع تیره آبی است که بسیار نزدیک به رنگ وب نیلی سیر است؛ این سایه تیره‌تر از آبی ایرانی است که به عنوان نیلی ایرانی با آبی تیره ایرانی معرفی می‌شود.
رنگ‌های دیگر مرتبط با ایران (رنگ‌های ایرانی) شامل صورتی ایرانی، قرمز ایرانی و سبز ایرانی هستند.

## دلیل اسم‌گذاری
این رنگ به این دلیل آبی ایرانی نامیده می‌شود که در برخی از سفال‌های ایرانی و کاشی‌هایی که در مسجدهای ایران و دیگر مناطق خاورمیانه استفاده شده‌است.

نخستین استفاده از نام آبی ایرانی در زبان انگلیسی در سال ۱۶۶۹ بوده‌است. 

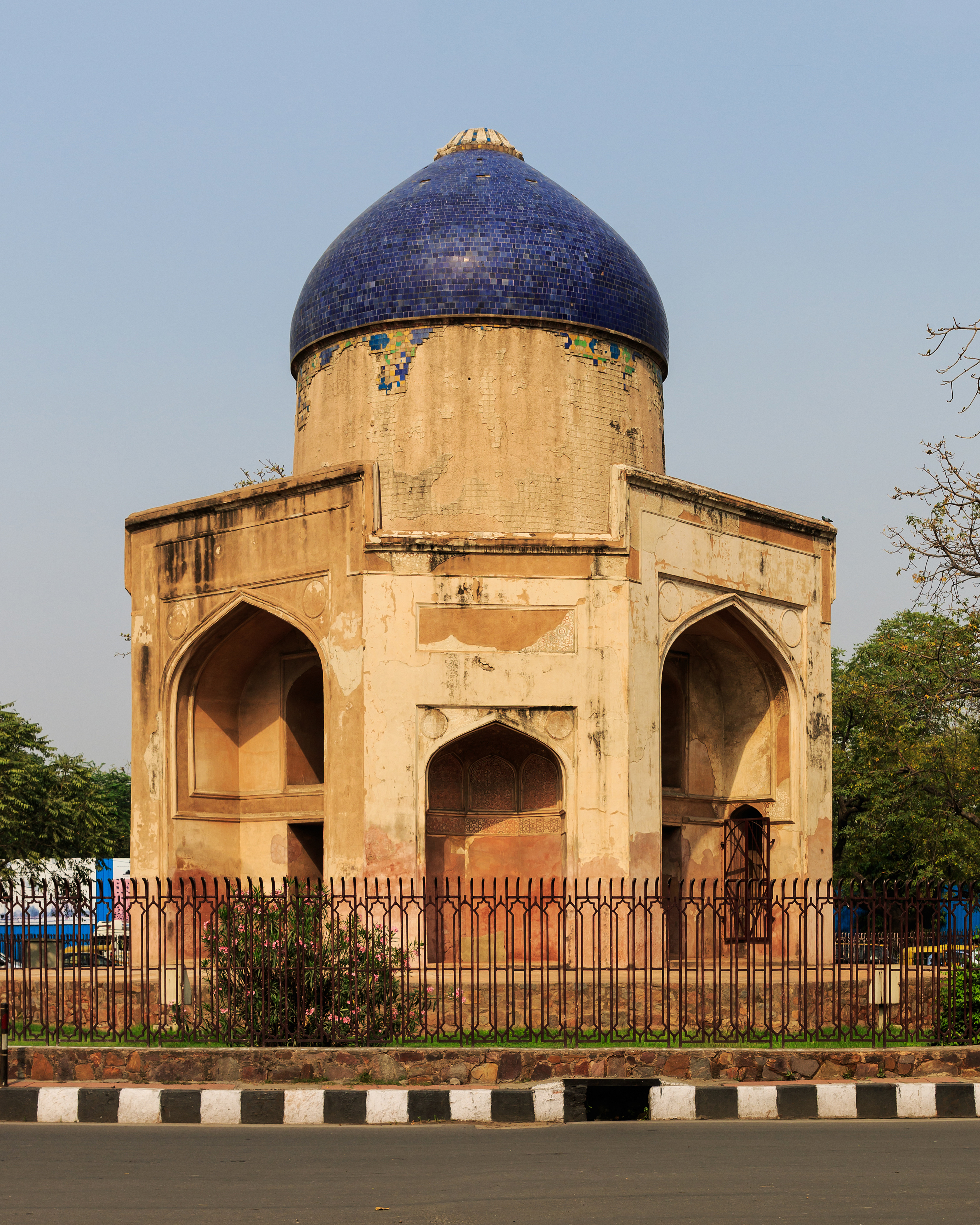
یک گنبد اثر گرفته از ایران در دهلی، هندوستان که کاشی‌های به رنگ آبی ایرانی در سطح بیرونی خود دارد.